# Cataratas Mandraka
Cataratas Mandraka son unas cascadas cerca de Antananarivo, la capital del país africano de Madagascar. Las caídas se utilizan como fuente de energía hidroeléctrica, y la estación eléctrica ha sido abastecida por la presa Mantasoa desde 1956.